# Obesidade e câncer
A associação entre obesidade, definida por um índice de massa corporal de 30 ou mais, e o risco de uma variedade de tipos de câncer recebeu uma atenção considerável nos últimos anos. A obesidade tem sido associada a um risco aumentado de câncer de esôfago,
câncer de pâncreas, câncer colorretal, câncer de mama (entre mulheres na pós-menopausa), câncer de endométrio, câncer de rim, câncer de tireóide, câncer de fígado e câncer de vesícula. A obesidade também pode levar ao aumento da mortalidade relacionada ao câncer. A obesidade em si também já foi descrita como uma espécie de câncer composto de tecido adiposo em vez de tecido neoplásico, as características comuns entre as duas doenças já foram comparadas.

## Importância da obesidade na causa do câncer
Cerca de 75-80% de todos os cânceres nos Estados Unidos são previníveis, se os fatores de risco forem evitados.
A obesidade parece ser o terceiro fator de risco mais importante para o câncer nos Estados Unidos. Logo atrás do tabaco e da má-dieta, é a fonte de cerca de 15% de todos os cânceres evitáveis.
Em 2018, pesquisadores chineses realizaram uma revisão sistemática e metanálise quantitativa abrangente de estudos de corte relatando índice de massa corporal (IMC) e o risco de 23 tipos de câncer, fornecendo evidências epidemiológicas que apoiam a associação entre IMC e risco de câncer. A associação positiva mais forte entre IMC e risco de câncer foi encontrada entre pacientes na América do Norte.

## Mecanismos
Os mecanismos pelos quais a obesidade pode aumentar o risco de câncer não são bem compreendidos, mas se acredita que os efeitos combinados do ambiente do tecido adiposo e as alterações endócrinas que o acompanham entre as pessoas obesas, interagem para promover o início e a progressão do tumor. O tecido adiposo também cria um ambiente inflamatório que aumenta a capacidade das células tumorais de entrar em metástase.
O Instituto Nacional do Câncer dos EUA indica que uma das principais maneiras pelas quais a obesidade pode causar câncer é promovendo uma inflamação crônica de baixo nível que pode, com o tempo, causar danos ao DNA que levam ao câncer.  Articles supporting this view were reviewed by Cerda et al.  Há também uma série de alterações hormonais, metabólicas e outras causadas pela obesidade que podem afetar a carcinogênese.  Uma revisão de Tahergorabi et al. resume artigos que indicam que a obesidade induz alterações na angiogênese, causa inflamação, induz a interação de citocinas pró-inflamatórias, hormônios endócrinos, adipocinas incluindo leptina e adiponectina, insulina, fatores de crescimento, estrogênio, progesterona e metabolismo celular.
A principal causa do câncer parecem ser os danos ao DNA.